# 水谷ミミ
水谷 ミミ（みずたに　みみ、本名：水谷美和子　1949年〈昭和24年〉1月22日 - ）は、名古屋・関西を中心に活躍する日本のタレント・ディスクジョッキー。血液型はO型。三人姉弟の次女（姉1人、弟1人）。独身。「水谷風鱗」「旭堂風麟」の名で講談師としても活躍。津島市観光協会親善大使。名古屋弁と強烈なキャラクターで人気がある。

## 来歴
- 三重県員弁郡（現いなべ市）出身。名古屋短期大学卒業[1]。元々は名古屋で活躍する舞台役者であったが、CBCのディレクターの目に止まり、1975年（昭和50年）CBCラジオ「土曜天国」の中継レポーターに抜擢される。
- 1979年（昭和54年）、「星空ワイド 今夜もシャララ」の企画により、「水谷ミミのもうすぐ30」でレコードデビュー（作詞作曲は伊藤秀志）。
- 同じ頃、CBCラジオで「ばつぐんジョッキー」に出演していた上岡龍太郎は、水谷のキャラクターに惚れ込み、上岡が出演するラジオ大阪「歌って笑ってドンドコドン」のアシスタントに抜擢する。以降は、名古屋・関西で活躍する。
- 上岡のアドバイスを受け講談師の旭堂南鱗に入門、2005年に「水谷 風鱗」を襲名。女流講談師として、名古屋・大阪などで活動している。2016年4月より「旭堂 風鱗」（きょくどう ふうりん）の名を名乗ることとなった[注釈 1]。東海ラジオでレポーターとして活躍していた古池真由美に南鱗の講談道場を紹介、のちに古池が正式に講談師「旭堂鱗林」となるきっかけを作ったのは水谷である。
- 1983年に「タモリきいてちょ!!」というシングルを発表している。当時名古屋弁および名古屋市民をきつくパロディしていたタモリへのアンサーソングに曲名で見せかけてはいるが、歌詞が全編名古屋弁であるだけで、曲名以外一切タモリに関係していない。
- 番組で共演した上岡とは公私ともに親しくし、上岡引退後も夫妻と交流を続け、夫妻の海外旅行に同行もしている。2023年6月に上岡の死去を公表直後、上岡夫人はマスコミの取材を避けるために水谷のもとを訪ね、二人は名古屋駅前のホテルに4日間宿泊。名古屋の街で映画などを見て共に過ごした[2]。
- 2020年12月15日、CBCラジオ「CBC創立70周年特別番組『ルーツ』」に出演した際、元SKE48でフリーアナウンサーの後藤楽々の祖母と友人である事を話している。

## 出演番組

### 現在
CBCラジオ
- ラジ和尚・長谷雄蓮華のちょっと、かけこまナイト!　（2023年4月〜）

2023年2月7日に、『ラジ和尚・長谷雄蓮華のちょっと、かけこまナイト!スペシャル 墓場までもってけないハナシ』ゲスト出演しており、4月からレギュラー出演。

### 過去
NHKテレビ
- さらさらサラダ（2019年12月26日）ゲスト

CBCテレビ
- ラブラブダッシュ!
- ぱろぱろエブリデイ

関西テレビ
- 花の新婚!カンピューター作戦

CBCラジオ
- 土曜天国
- 星空ワイド 今夜もシャララ
- ばつぐんジョッキー
- シンマとミミの歌謡ドライブ
- 荒せんのラジオがいちバン![1]
- 伊藤秀志のGETSU▶KINラジオ三昧
- CBC創立70周年記念番組「ルーツ」（2020年12月15日）- ゲスト

東海ラジオ
- はやおきラジオ 水谷ミミです
- 講談ジョッキー

MBSラジオ
- それゆけ!
- 上岡龍太郎の今夜もよろしく
- 気分はアクティブ!!
- お茶しましょ

ラジオ大阪
- 歌って笑ってドンドコドン

エフエム愛知
- ダイヤル807[1]

エフエムななみ
- 水谷ミミの津島にいりゃ〜せ[3]

CBCラジオでは『重盛啓之の元気! Mori Mori』『ツー快!お昼ドキッ』など、メイン パーソナリティのピンチヒッターを務めた。

## CM出演
- 八村屋（愛知県津島市）- ラジオでの講談CM
- タマコシ(70年代のシンボルキャラクターとして広告や開店セレモニーに登場)
- エステティック　ラ・セーヌ(広告)
- 川上酢店(ラジオCM「マルキのソース・マルキの酢」)

## ディスコグラフィー
1. 水谷ミミのもうすぐ30（1979年2月、ワーナー・パイオニア株式会社）L-259W
2. シワシワ音頭（1979年7月、ワーナー・パイオニア株式会社）L-304W
3. タモリきいてちょ!!（1983年、ワーナー・パイオニア株式会社）L-1624